# Gornac
Gornac település Franciaországban, Gironde megyében. Lakosainak száma 436 fő (2022. január 1.). Gornac Coirac, Castelviel, Mourens, Saint-Laurent-du-Bois, Saint-Martial, Saint-Pierre-de-Bat és Porte-de-Benauge községekkel határos.

## Népesség
A település népességének változása:
| Lakosok száma | 414  | 364  | 358  | 361  | 400  | 424  | 435  | 430  | 436  | 436  |
|               | 1968 | 1982 | 1990 | 2006 | 2013 | 2015 | 2017 | 2019 | 2020 | 2022 |